# Переяслав (корабель)
«Перея́слав» — малий розвідувальний корабель проєкту 1824Б (тип «Угломєр», англ. Muna class за класифікацією НАТО), корабель спеціального призначення Військово-Морських Сил України. Бортовий номер А512 (до середини 2018 року U512). У ВМФ СРСР носив назву ГС-13.

## Особливості проєкту
Корабель ВМС ЗС України «Переяслав» за своїм типом відноситься до морських самохідних однопалубних суден з кормовим розміщенням надбудови та машинного відділення.
Проєкт 1824Б — проєкт кораблів спеціального призначення — носіїв підводних засобів руху, розроблений на базі проєкту малого морського транспорту озброєнь 1823. До 1977 року з метою приховати справжнє призначення кораблів проєкт класифікувався як малі гідрографічні судна.
Кораблі даної серії будувалися на суднобудівних заводах «Вимпел» (місто Рибінськ Ярославської області РРФСР) і «Балтія» (місто Клайпеда, Литовська РСР). Всього в 1976—1989 роках було побудовано чотири кораблі даного проєкту: «Анемометр» (1976 рік), «Гіроскоп» (1978 рік), ГС-13 (1986 рік), «Угломєр» (1989 рік).
Хоча кораблі проєкту 1824Б і класифікуються як малі розвідувальні кораблі, вони не несуть на борту засобів радіо- і радіотехнічної розвідки. Комплекс спеціального озброєння на них включає засоби прихованого виводу і прийому водолазів-розвідників та доставки підводних засобів руху.

## Історія корабля
Мале гідрографічне судно з заводським номером 701 було закладене в елінгу суднобудівного заводу «Балтія» в місті Клайпеда Литовської РСР 5 листопада 1985 року. Судно, яке отримало в ВМФ СРСР назву ГС-13, було урочисто спущене на воду 30 листопада 1986 року. 24 грудня 1986 року екіпаж заселився на корабель. Перша команда була сформована з особового складу частин спеціального призначення — 15 військовослужбовців. Командний склад був сформований з офіцерів морських спеціальностей розвідувальних кораблів. Першим командиром корабля став капітан 3 рангу Обольошев.
Перше курсове завдання екіпаж здав з доброю оцінкою безпосередньо на заводі командуванню дивізіону розвідувальних кораблів, що дислокувався в місті Балтійськ.
10 січня 1987 року в урочистій обстановці в Балтійську на кораблі був піднятий прапор Гідрографічної служби ВМФ СРСР.
30 травня того ж року корабель взяв курс на Ленінград, де пришвартувався біля моста Лейтенанта Шмідта. 1 червня, після розводу мостів, у супроводі буксира корабель розпочав перехід внутрішніми водними шляхами в Чорне море. Перехід був здійснений за маршрутом річка Нева — Ладозьке озеро — річка Свір — Онезьке озеро — Волго-Балтійський канал — Білоозерський канал — Рибінське водосховище — річка Волга — річка Дон — Азовське море — Керченська протока — Чорне море — Севастополь.
В жовтні, після здачі кораблем курсового завдання, корабель перейшов у військовий порт міста Очаків, де був підпорядкований 17-й окремій бригаді спеціального призначення Чорноморського флоту.
У 1991 році корабель, без зміни призначення, був включений до складу 112-ї бригади розвідувальних кораблів ЧФ і переведений до нового місця базування — селища Мирний Євпаторійської міськради в Криму.
В ході розділу Чорноморського флоту СРСР 28 листопада 1995 року корабель переданий в склад Військово-Морських Сил України, та повернувся до місця попереднього базування у військовий порт міста Очаків.
1 грудня 1995 року на ньому піднято український військово-морський прапор. В 1997 році корабель отримав назву «Переяслав» і бортовий номер U512. Протягом 15-ти років (станом на 2011 рік) над кораблем шефствує місто Переяслав.
19 червня 2012 року ЧСЗ прийняв судно для ремонту механічної частини корабля, спеціального обладнання та приладів, який було завершено 23 жовтня 2012 року.
01 червня 2013 року «Переяслав» з групою навігаційно-гідрографічного та гідрометеорологічного забезпечення вийшли в море для проведення першої гідрографічної експедиції.
15 листопада 2013 року «Переяслав» з групою навігаційно-гідрографічного та гідрометеорологічного забезпечення на борту вийшло в море для проведення вже другої гідрографічної експедиції в поточному році, яка продовжувалась до кінця місяця. Був здійснений перший візит ВМС до Маріуполя. В ході візиту корабель відвідували учні шкіл та вихованці Маріупольського морського ліцею, де ознайомлювались зі службою та побутом на військовому кораблі.
У вересні 2014 року разом з фрегатом «Гетьман Сагайдачний», ракетним катером «Прилуки», навчальним катером «Нова Каховка», сторожовим катером «Скадовськ» та пасажирським катером «Сокаль» взяв участь у військово-морських навчаннях «Сі-Бриз 2014».
«Переяслав» 15 грудня 2015 року о 10.15 підійшов до самопідйомної плавучої бурової установки (СПБУ) «Таврида» на Голіцинському родовищі, що здійснює видобуток природного газу під російським прапором. Командир корабля зв'язався по радіостанції з СПБУ «Таврида» з вимогою надати інформацію про склад екіпажу і метою перебування російської бурової установки в даному районі України. Капітан СПБУ проігнорував вимоги капітана «Переяслава».
У липні 2016 року корабель брав участь у святкуванні дня ВМС у Миколаєві.
У серпні 2018 року брав у часть у військових навчаннях «Шторм-2018».
У серпні 2019 корабель доставив особовий склад, військову техніку та озброєння 503-го окремого батальйону морської піхоти, для участі в навчанні «Agile Spirit 2019» до порту Поті у Грузії. Після виходу з територіальних вод України, його почав супроводжувати корабель Чорноморського флоту Росії — протичовновий корабель «Касимов». Під час зворотнього переходу до України малого розвідувального корабля «Переяслав» ВМС ЗС України з порту Поті в Грузії, його також супроводжували кораблі Чорноморського флоту Росії — морський тральщик проєкту 12600 «Железняков» та ракетний катер проєкту 1241.1 «Набережные Челны».
У листопаді 2019 в ході операції по поверненню катерів захоплених Росією під час інциденту у Керченській протоці, малий розвідувальний корабель «Переяслав» зустрів поблизу мису Тарханкут малий броньований артилерійський катер «Нікополь» та буксував до акваторії порту Очаків. Після його за допомогою двох швидкісних катерів типу Willard доставили до причалу бази ВМС ЗС України.
26 серпня 2021 року разом з санітарним катером «Сокаль» зайшов для проведення докового ремонту на ДП «Миколаївський суднобудівний завод».
10 лютого 2022 року після докового ремонту на Миколаївському Суднобудівному Заводі вийшов на службу.